# 도미타 신고
도미타 신고(일본어: 富田 晋伍, 1986년 6월 20일 ~ )는 일본의 전 축구 선수이다.

## 구단 경력
그는 2005년부터 2022년까지 J리그의 베갈타 센다이에서 활동하였다.